# 拜瑪林製藥
拜玛林制药（英語：BioMarin Pharmaceutical Inc.）是一家总部位于美国加州聖拉菲爾的跨国制药公司，主要研究、生产酵素替代療法相关药物。此公司发明的Aldurazyme是最早出现的I型黏多醣症治疗药物。
该公司由克里斯托佛·斯塔尔（Christopher Starr）和小格兰特·丹尼森（Grant W. Denison Jr.）创立于1997年，1999年上市。

## 外部连接
- BioMarin Pharmaceutical Inc.的商業數據：  - Google
  - SEC filings
  - Yahoo!